# Versorgungsvertrag (Arbeitsrecht)
Der Versorgungsvertrag ist im Arbeitsrecht ein den Arbeitsvertrag ergänzender Vertrag, der mit Arbeitnehmern im öffentlichen Dienst geschlossen wird, die bestimmte Voraussetzungen erfüllen müssen. Er regelt die betriebliche Altersversorgung (§ 25 TVöD), Entgeltfortzahlung im Krankheitsfall, Befreiung von der Versicherungspflicht der Kranken- und gesetzlichen Rentenversicherung (§ 5 Abs. 1 Satz 1 Nr. 2 SGB VI) und Arbeitslosenversicherung sowie Unkündbarkeit für Arbeitnehmer im öffentlichen Dienst.
Rechtsgrundlage ist entweder der TVöD, eine Dienstvereinbarung oder die Betriebsvereinbarung, in seltenen Fällen auch betriebliche Übung.
Mehrere Urteile des Bundesarbeitsgerichts (BAG) zum Versorgungsvertrag betrafen die Bayerische Landesbank. Der Versorgungsvertrag verpflichtet die Arbeitgeber, ihren Arbeitnehmern bei Eintritt eines Versorgungsfalls Leistungen nach beamtenrechtlichen Grundsätzen zu gewähren. Zudem regelt der Vertrag Ansprüche auf Beihilfe und Fortzahlung der Bezüge im Krankheitsfall sowie einen besonderen Kündigungsschutz. Die Landesbank praktizierte seit 1972 eine betriebliche Übung, der zufolge Arbeitnehmern nach einer 20-jährigen Tätigkeit im Kreditgewerbe, von denen mindestens zehn Jahre bei der Landesbank zurückgelegt sein mussten, der Abschluss einer Betriebsrenten-Vereinbarung angeboten wurde. Das BAG entschied, dass ein Versorgungsvertrag auch durch betriebliche Übung zustande kommen kann. Daran ändern auch überdurchschnittlich viele Fehlzeiten eines Arbeitnehmers nichts. Der Arbeitgeber des öffentlichen Dienstes ist kraft der ihm obliegenden Fürsorgepflicht gehalten, den Arbeitnehmer auf die zu seinen Gunsten bestehenden Versorgungsmöglichkeiten hinzuweisen. Durch den Abschluss einer Änderungsvereinbarung hat sich ein Arbeitnehmer jedoch eines möglichen Anspruchs auf Erteilung des Versorgungsrechts begeben.